# Gerardus van Houweninge
Gerardus van Houweninge (Werkendam, 6 januari 1762 – aldaar, 31 december 1850) was burgemeester van Werkendam.

## Leven en werk
Gerard van Houweninge was de zoon van Henderikus van Houweninge en Agie van Brieving. In 1786 trouwde hij met Seijke Kuijck (1763-1843), dochter van welgestelde ouders. Ze kregen twaalf kinderen. Hij richtte samen met zijn voormalige huisonderwijzer een kostschool op voor "jongejuffrouwen uit de gegoede stand". De school werd in de Hoofdstraat gevestigd.
Van Houweninge was dijkgraaf, kerkmeester en ouderling. Door de Fransen werd hij in 1810 tot eerste maire (burgemeester) van Werkendam benoemd. In de tien jaren dat hij burgemeester was, groeide zijn fortuin. Hij bezat veel wei- en griendlanden. Samen met anderen verwierf hij delen van de zuidelijke Biesbosch. In 1812 werd hij mede-eigenaar van de zuidelijke kant van de Biesbosch. Dit konden zij kopen van Napoleon, die zijn geconfisqueerde adellijke eigendommen wegens geldnood moest verkopen. Toen Werkendam in 1813 door de Kozakken werd bevrijd, trokken de Fransen zich al plunderend terug maar bleef zijn huis ongeschonden. Vanaf 1813 werd de maire burgemeester genoemd.
In 1820 werd de arts A.G. Brocx schout en vanaf 1825 burgemeester, maar toen deze in 1829 vertrok, volgde Van Houweninge hem weer op, hoewel hij al 68 jaar was. Hij had de tussenliggende jaren goed besteed aan het vergroten van zijn vermogen door te investeren in onroerend goed.
Van Houweninge overleed op 88-jarige leeftijd en werd begraven op het Kerkhof bij het Laantje in Werkendam.

## Penning op het 50-jarig huwelijk van Gerardus van Houweninge en Seijke Kuijck
In de collectie van het Museum Rotterdam bevindt zich een penning ter gelegenheid van het gouden huwelijksfeest van Gerardus van Houweninge en Seijke Kuijck.

## Zie ook

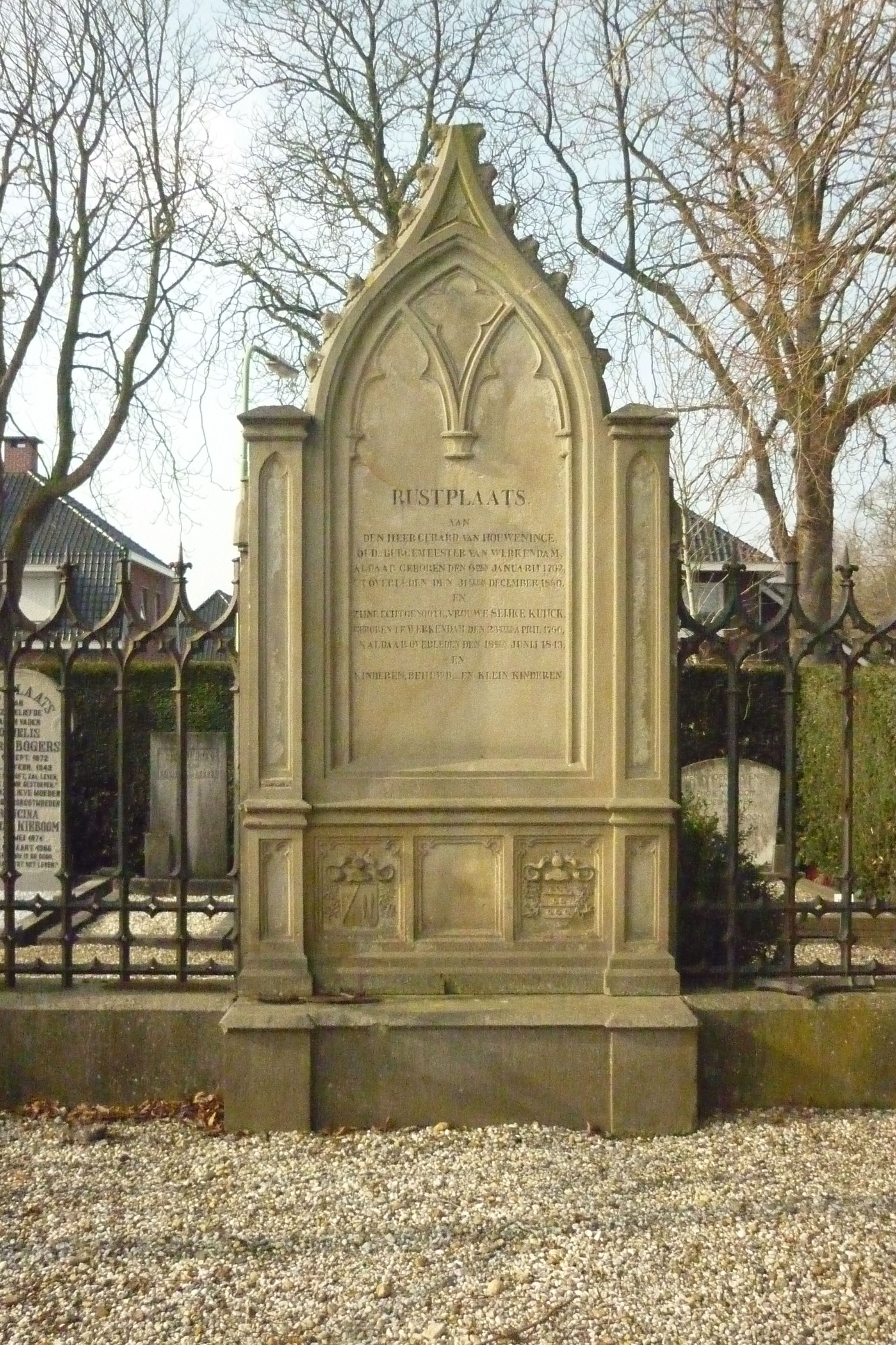
Grafmonument van de familie Van Houweninge